# Lucas Pirard
Lucas Pirard (Sprimont, 10 de marzo de 1995) es un futbolista belga que juega como portero en el Standard de Lieja de la Primera División de Bélgica.

## Trayectoria
El 11 de julio de 2019 firmó un contrato de 3 años con el Waasland-Beveren.
Tras jugar en el Royale Union Saint-Gilloise en calidad de cedido en la primavera de 2021, el 16 de junio de 2021 se reincorporó al club para la temporada 2021-22.
El 25 de agosto de 2023 firmó un contrato de dos temporadas con el K. V. Kortrijk. Pasado ese tiempo regresó al Standard de Lieja.

## Estadísticas

### Clubes
Actualizado al último partido disputado el 11 de mayo de 2024.
| Lommel Sportkring · Bélgica           | 2.ª           | 2015-16       | 28  | 26  | 1 | 3  | ― | ― | 29  | 29  |
| Lommel Sportkring · Bélgica           | Total club    | Total club    | 28  | 26  | 1 | 3  | 0 | 0 | 29  | 29  |
| Sint-Truidense · Bélgica              | 1.ª           | 2016-17       | 22  | 29  | 2 | 3  | ― | ― | 24  | 32  |
| Sint-Truidense · Bélgica              | 1.ª           | 2017-18       | 27  | 40  | 0 | 0  | ― | ― | 27  | 40  |
| Sint-Truidense · Bélgica              | 1.ª           | 2018-19       | 8   | 10  | 0 | 0  | ― | ― | 8   | 10  |
| Sint-Truidense · Bélgica              | Total club    | Total club    | 57  | 79  | 2 | 3  | 0 | 0 | 59  | 82  |
| Waasland-Beveren · Bélgica            | 1.ª           | 2019-20       | 10  | 20  | 1 | 4  | ― | ― | 11  | 24  |
| Waasland-Beveren · Bélgica            | 1.ª           | 2020-21       | 4   | 10  | 0 | 0  | ― | ― | 4   | 10  |
| Waasland-Beveren · Bélgica            | Total club    | Total club    | 14  | 30  | 1 | 4  | 0 | 0 | 15  | 34  |
| Union Saint-Gilloise · Bélgica        | 2.ª           | 2020-21       | 2   | 0   | 0 | 0  | ― | ― | 2   | 0   |
| Union Saint-Gilloise · Bélgica        | 1.ª           | 2021-22       | 1   | 0   | 2 | 2  | ― | ― | 3   | 2   |
| Union Saint-Gilloise · Bélgica        | 1.ª           | 2022-23       | 0   | 0   | 1 | 1  | 0 | 0 | 1   | 1   |
| Union Saint-Gilloise · Bélgica        | Total club    | Total club    | 3   | 0   | 3 | 3  | 0 | 0 | 6   | 3   |
| K. V. Kortrijk · Bélgica              | 1.ª           | 2023-24       | 17  | 22  | 0 | 0  | ― | ― | 17  | 22  |
| K. V. Kortrijk · Bélgica              | 1.ª           | 2024-25       | 0   | 0   | 0 | 0  | ― | ― | 0   | 0   |
| K. V. Kortrijk · Bélgica              | Total club    | Total club    | 17  | 22  | 0 | 0  | 0 | 0 | 17  | 22  |
| Total carrera                         | Total carrera | Total carrera | 119 | 157 | 7 | 13 | 0 | 0 | 126 | 170 |
| (1) Hace referencia a goles encajados |               |               |     |     |   |    |   |   |     |     |